# Enquête sur la disparition d'Émilie Brunet
Enquête sur la disparition d'Émilie Brunet est un roman d'Antoine Bello, paru en 2010.
Le livre se présente comme le journal du détective Achille Dunot (souffrant d'amnésie antérograde) pendant son enquête sur la double disparition d'une riche héritière, Émilie Brunet, et de son amant. Or depuis son accident, la mémoire de Dunot ne forme plus de nouveaux souvenirs. Lorsqu'il se réveille chaque matin, il a tout oublié des évènements de la veille. Dunot doit donc tenir un journal dans lequel il consigne chaque soir avant d'aller se coucher les évènements de la journée. Il devient ainsi à son insu le héros et le lecteur d'un drôle de roman policier, dont il est aussi l'auteur. Très vite tout accuse Claude Brunet, le mari qui a plusieurs mobiles et aucun alibi.

## Distinctions
- Enquête sur la disparition d'Émilie Brunet a fait partie de la sélection du Prix Renaudot et du Prix de Flore.

## Réception critique
Chronic'art qualifie Enquête sur la disparition d'Émilie Brunet de « roman policier en forme de réflexion ludique sur le genre, quelque part entre théorie littéraire et superbe divertissement cérébral ». Mohammed Aissaoui (Le Figaro) y voit pour sa part à la fois un polar, la biographie d'un inspecteur amnésique, un essai sur le roman policier et une tentative de décryptage de l'œuvre d'Agatha Christie. Pour Baptiste Liger (L'Express), « Bello réussit non seulement un excellent polar, mais aussi une méditation vertigineuse sur la mémoire et le genre, à la Pierre Bayard ».